# Municipio de St. Vincent (Arkansas)
El municipio de St. Vincent (en inglés: St. Vincent Township) es un municipio ubicado en el condado de Conway en el estado estadounidense de Arkansas. En el año 2010 tenía una población de 640 habitantes y una densidad poblacional de 13,6 personas por km².

## Geografía
El municipio de St. Vincent se encuentra ubicado en las coordenadas 35°18′26″N 92°43′45″O / 35.30722, -92.72917. Según la Oficina del Censo de los Estados Unidos, el municipio tiene una superficie total de 47.07 km², de la cual 46,65 km² corresponden a tierra firme y (0,88 %) 0,41 km² es agua.

## Demografía
Según el censo de 2010, había 640 personas residiendo en el municipio de St. Vincent. La densidad de población era de 13,6 hab./km². De los 640 habitantes, el municipio de St. Vincent estaba compuesto por el 97,34 % blancos, el 0,47 % eran afroamericanos, el 0,94 % eran de otras razas y el 1,25 % eran de una mezcla de razas. Del total de la población el 1,41 % eran hispanos o latinos de cualquier raza.